# Hiroyuki Nakayama
Hiroyuki Nakayama é um pianista, arranjador e produtor musical japonês, conhecido por ser creditado em inúmeras trilhas-sonoras de jogos eletrônicos.

## Discografia
- 2006:   Final Fantasy III Original Soundtrack (Arranger)[1]
- 2006:   Blue Dragon: My Tears and the Sky - Ayako Kawasumi (Arranger)
- 2006:   Blue Dragon Original Soundtrack (Japanese Edition) (Arranger)
- 2007:   Persona 3 Arrange Album - Burn My Dread (Arranger)
- 2007:   Persona 3 Arrange Album - Burn My Dread (Performer)
- 2008:   Lost Odyssey Original Soundtrack (Arranger)
- 2008:   Blue Dragon Original Soundtrack (North American Edition) (Arranger)
- 2008:   Blue Dragon Original Soundtrack (Digital Edition) (Arranger)
- 2008:   Persona Premium Box (Arranger)
- 2009:   Kingdom Hearts Piano Collections (Performer)
- 2009:   Guin Saga Original Soundtrack (Arranger)
- 2010:   Kingdom Hearts Piano Collections -Field & Battle- (Performer)
- 2010:   Kingdom Hearts Piano Collections -Field & Battle- (Arranger)
- 2010:   Xenoblade Original Soundtrack (Performer)
- 2010:   Pia-Com II (Arranger)
- 2012: Piano opera: Final Fantasy IV, V e VI[2]